# Archivio storico dei restauratori italiani
L'Archivio Storico Nazionale dei Restauratori Italiani (ASRI) è stato istituito, in seno all' Associazione Giovanni Secco Suardo, nel 1995 ed è stato promosso dal Ministero della Cultura attraverso l'Istituto centrale per il restauro. ASRI ha tra i suoi obiettivi principali quello di evitare la dispersione e lo smembramento degli archivi dei restauratori italiani e di altri protagonisti del restauro italiano, salvaguardando così tale patrimonio documentario per farne reale strumento di studi e ricerche. Il progetto ASRI mira da una parte ad acquisire archivi privati di restauratori, dall'altra promuove una costante attività di studi e ricerche sulla storia del restauro in tutto il territorio nazionale. I risultati di tali campagne di studio confluiscono nella banca dati RES.I. (Restauratori Italiani) che permette agli utenti di effettuare ricerche sulla storia conservativa delle opere d’arte, sulle tecniche, sui materiali e sulle vicende dei restauratori.
Il patrimonio archivistico di ASRI è composto dall’archivio del restauratore Conte Giovanni Secco Suardo e dagli archivi privati di restauratori italiani e di altri protagonisti del restauro ricevuti in donazione, tra i quali:
- Giuseppe Arrigoni
- Carlo Barbieri
- Antonio Benigni
- Maria Teresa Binaghi Olivari
- Guido Botticelli
- Gianni Caponi[1]
- Arturo Cividini
- Cooperativa Restauratori Archeologici – CO.RE.AR
- Arnolfo Angelo Crucianelli
- Pietro Dalla Nave
- Luigi De Cesaris
- Gabriella De Monte
- Alfio Del Serra
- Donatella Fagioli
- Paola Fiorentino
- Gabriella Gaggi
- Carlo Giantomassi e Donatella Zari
- Giorgio Gioia
- Gianmaria Maggi e Minerva Tramonti
- Vito Mameli
- Andrea Mandelli
- Caterina Motta
- Martino Oberto
- Mauro Pellicioli
- Mario Pescatori
- Giorgio Rolando Perino
- Antonio Rava
- Giovanni Secco Suardo
- Vanni Tiozzo e Clauco Benito